# Barbara Edelpöck
Barbara Edelpöck (historisch auch Barbara Edelpeckchyn; * um 1450; † 9. März 1495 in Klosterneuburg, Erzherzogtum Österreich) war die Geliebte und Lebensgefährtin des ungarischen Königs Matthias Corvinus und die Mutter seines einzigen Sohnes Johann Corvinus.

## Leben

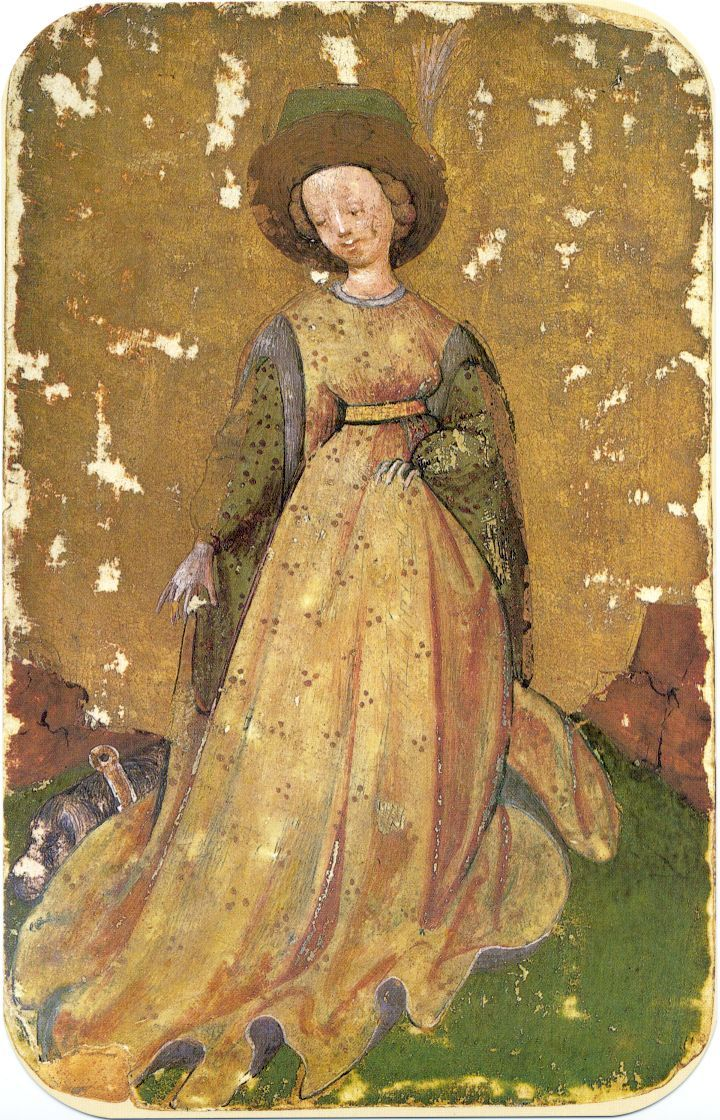
Barbara Edelpöck (Werk eines unbekannten Meisters)

Barbara Edelpöck war bürgerlicher Herkunft und wurde als Tochter von Hans Edelpöck vermutlich in Stein an der Donau, (Wachau) geboren. Ihr Vater war dort Göttweiger Stiftshofmeister. Es gab ein ritterliches Geschlecht des Namens Edelpeck, das aus Bayern stammte und von dem einige Sprossen im 14. und 15. Jahrhundert in Österreich lebten, und zu dem möglicherweise ein genealogischer Zusammenhang besteht.
Über ihre Kindheit und frühe Jugend gibt es keine Angaben. Den ungarischen König Matthias Corvinus lernte sie vermutlich bei einer von Kaiser Friedrich III. veranstalteten Tanzunterhaltung im Jahr 1470 in Wien kennen. Der verwitwete König (seine erste Frau Katharina von Podiebrad war im Jahr 1464 gestorben) verliebte sich in Barbara und nahm sie kurzerhand in seine Residenz nach Ofen mit. Danach lebte der König mit Barbara offiziell zusammen, aus dieser Beziehung ging der Sohn Johann Corvinus hervor, der am 2. April 1473 geboren wurde und vom König Matthias als legitimer Nachkomme anerkannt wurde. Der König wurde von Barbara stets als „mein Herr“ angeredet.
Die Beziehung des Königs zu Barbara endete, als Matthias am 22. Dezember 1476 die Tochter des Königs von Neapel Beatrix von Aragon heiratete. Den Kontakt zu Barbara ließ der König auch nach seiner Verheiratung mit Beatrix nicht abbrechen. Mit Unterstützung des Königs erwarb Barbara eine Herrschaft in Enzersdorf an der Fischa in Niederösterreich, sowie ein Haus in Neusohl im damaligen Königreich Ungarn.
1476 heiratete Barbara Edelpöck einen Mann Namens Friedrich, der sich nach dem Herrschaftssitz seiner Frau „von Enzersdorf“ nannte. Barbara führte ihren Geschlechtsnamen Edelpeck auch nach dieser Heirat weiter. Über Friedrich von Enzersdorfs Leben ist nur wenig bekannt, vermutet wird, dass er bürgerlicher Herkunft war und aus dem Umfeld des Königs Matthias Corvinus stammte. Aus der Ehe mit Friedrich gingen zwei Kinder hervor, über deren Lebensdaten jedoch keine Unterlagen vorliegen.
Da die zweite Ehe des Königs mit Beatrix von Aragon kinderlos blieb, setzte König Matthias im Jahr 1479 seinem einzigen, jedoch außerehelichen Sohn Johann Corvinus als offiziellen Erben und Nachfolger als König von Ungarn ein. Aus diesem Grund nahm er das dreijährige Kind im Jahr 1476 zu sich auf dem Königshof, um ihm eine standesgemäße Erziehung zuteilwerden zu lassen. Der König gab Barbara Edelpöck wiederholt Gelegenheit, ihr Kind zu sehen und zu besuchen, wenigstens während dessen Jugend. Einzelne Historiker vermuten, dass er sie weiterhin ihrem Rang entsprechend versorgt hat.

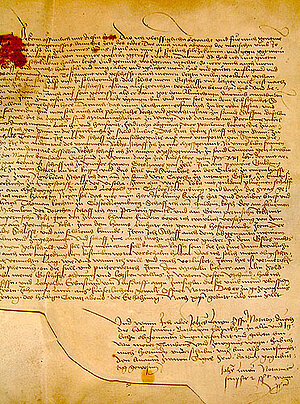
Testament der Barbara Edelpöck vom 13. September 1491 (Quelle: Geschichtsdatenbank Niederösterreich)

Barbara Edelpöck gestattete man zahlreiche Besuche des Kindes in Wien und Ofen. Edelpöcks Absteigquartier war während ihres Wiener Aufenthaltes wahrscheinlich das Augustiner-Chorfrauenstift Sankt Maria Magdalena vor dem Schottentor, in dem sie ihren Perlenschmuck verwahrt hatte, wie aus einer Bemerkung des Testamentes hervorgeht.
Barbara Edelpöck starb 1495 als reiche Schlossherrin und wurde im Stift Klosterneuburg begraben (Agneskapelle). Mitte Februar 1495 übersandte sie ihr vier Jahre zuvor aufgesetztes Testament an das Stift, am 9. März wird sie als verstorben erwähnt. In ihrem Testament bedachte sie ganz besonders die Pfarrkirche St. Nikolaus in Stein und den dortigen St. Barbaraaltar mit Perlen, Silber, Schmuck und wertvoller Kleidung für Altargerät und Messgewänder. Auch Mariazell, Klosterneuburg und die Pfarrkirchen in Unterloiben und Enzersdorf gehörten zu den von ihr bestifteten Kirchen. Ihr Mann erhielt Schloss Enzersdorf, ihr Sohn das Haus in Neusohl. Aus der Anrede „edle“ durch den Notar (Unterschrift des Testaments) ist zu schließen, dass sie in den Adelsstand erhoben wurde. Entgegen ihrem letzten Willen wurde Barbara allerdings nicht im Hieronymuskloster in Wien begraben, einem sogenannten Büßerinnenkloster für ehemalige Prostituierte, das sie möglicherweise als Sühne für ihre außereheliche Beziehung gewählt hatte.